# Rooney Mara
Patricia Rooney Mara (* 17. dubna 1985 Bedford, New York) je americká herečka, která na filmovém plátně debutovala roce 2005. Objevila se v remaku Noční můra v Elm Street (2010), The Social Network a v roli mladé nezávislé vyšetřovatelky Lisbeth Salanderové ve Fincherově thrilleru Muži, kteří nenávidí ženy, za níž získala kladné odborné kritiky a nominace na Zlatý glóbus za nejlepší ženský herecký výkon – drama a Oscara za nejlepší ženský herecký výkon v hlavní roli.
Vedle herectví se věnuje také charitativní činnosti v rámci nadace Uweza Foundation, která podporuje programy pro děti a rodiny v nairobském slumu Kibera, jednom z největších v Africe. Starší sestra Kate Mara je také herečka.

## Osobní život
Narodila se roku 1985 v severonewyorském Bedfordu, kde také vyrostla. Otec Timothy Christopher Mara pracuje jako viceprezident profesionálního klubu amerického fotbalu New York Giants a matka Kathleen McNultyová (rozená Rooneyová) je realitní makléřka na částečný úvazek. Má dva bratry Daniela a Conora a starší sestru Kate.
Po obou rodičích má irské kořeny. Příjmení Rooney má původ v Newry severoirského hrabství Down. Babička z matčiny strany má italský původ. Děd z otcovy strany Wellington Mara byl dlouho spoluvlastníkem klubu Giants. Děd z matčiny strany Timothy James Rooney, pak od roku 1972 provozoval dostihové závodiště Yonkers Raceway. Mara je z otcovy strany prapravnučkou zakladatele NFL klubu New York Giants Tima Mary a zároveň z matčiny strany prapravnučkou zakladatele NFL klubu Pittsburgh Steelers Arta Rooneyho staršího. Její prastrýc Dan Rooney je prezidentem Pittsburg Steelers a od roku 2009 také americkým velvyslancem v Irsku.
Po dokončení střední školy Fox Lane High School v roce 2003, odjela na čtyřměsíční studijní pobyt zaměřený na životní prostředí do Ekvádoru, Peru a Bolívie. Následně rok navštěvovala Univerzitu George Washingtona, ze které přestoupila na Gallatin School of Individualized Study Newyorské univerzity, na níž vystudovala psychologii, mezinárodní sociální politiku a neziskové organizace. Absolvovala v roce 2010.
K roku 2012 žila na losangeleském předměstí Los Feliz. V rozhovoru pro New York Post označila americký fotbal „za tmel, který drží jejich rodinu pohromadě“. Mara, známá svou charitativní prací, dohlíží na nadaci Uweza Foundation, která podporuje programy na posílení postavení dětí a rodin v nairobském slumu Kibera. Je také zakladatelkou veganské oděvní řady Hiraeth Collective. Mara je ve vztahu s hercem Joaquinem Phoenixem. V září 2020 bylo oznámeno, že Mara porodila jejich syna, pojmenovaného River po Phoenixově zesnulém bratrovi River Phoenixovi.

## Herecká filmografie

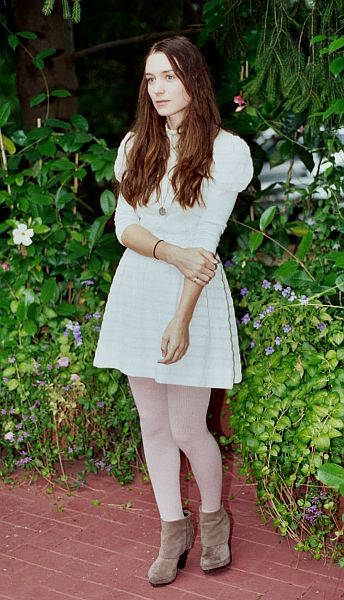
Rooney Mara, 2009

| Rok  | Film /seriál                              | Role                   | Poznámka                                          |
| ---- | ----------------------------------------- | ---------------------- | ------------------------------------------------- |
| 2005 | Temná legenda 3                           | dívka ve třídě         |                                                   |
| 2006 | Zákon a pořádek: Útvar pro zvláštní oběti | Jessica DeLay          | 7. sezóna, díl: „Fat“                             |
| 2007 | Profesionálky                             | Alexis Sherman         | 1. sezóny, díl: „Blind Dates and Bleeding Hearts“ |
| 2008 | Dream Boy                                 | Evelyn                 |                                                   |
| 2008 | Uklízeč                                   | Rebecca Smith          | 1. sezóna, díl: „Rebecca“                         |
| 2009 | Dare                                      | Courtney               |                                                   |
| 2009 | The Winning Season                        | Wendy                  |                                                   |
| 2009 | Pohotovost                                | Megan                  | 15. sezóna, díly: „Old Times“, „I Feel Good“      |
| 2009 | Friends (With Benefits)                   | Tara                   |                                                   |
| 2009 | Mládí v hajzlu                            | Taggarty               |                                                   |
| 2009 | Tanner Hall                               | Fernanda               |                                                   |
| 2010 | Noční můra v Elm Street                   | Nancy Holbrook         |                                                   |
| 2010 | The Social Network                        | Erica Albright         |                                                   |
| 2011 | Muži, kteří nenávidí ženy                 | Lisbeth Salander       | předloha: Muži, kteří nenávidí ženy               |
| 2013 | Vedlejší účinky                           | Emily Hawkins          |                                                   |
| 2013 | Ona                                       | Catherine              |                                                   |
| 2013 | Ain't Them Bodies Saints                  | Ruth Guthrie           |                                                   |
| 2014 | Odpad                                     | Olivia                 |                                                   |
| 2015 | Carol                                     | Therese Belivet        |                                                   |
| 2015 | Pan                                       | Tiger Lily             |                                                   |
| 2016 | Kubo a kouzelný meč                       | sestry (hlas)          |                                                   |
| 2016 | Una                                       | Una                    |                                                   |
| 2016 | Lion                                      | Lucy                   |                                                   |
| 2016 | Tajný deník                               | mladá Roseanne McNulty |                                                   |
| 2017 | The Discovery                             | Isla                   |                                                   |
| 2017 | Přízrak                                   | M                      |                                                   |
| 2017 | Song to Song                              | Faye                   |                                                   |
| 2018 | Máří Magdaléna                            | Marie Magdalena        |                                                   |
| 2018 | Dominion                                  | Vypravěč               | dokument                                          |
| 2018 | Neboj, daleko neuteče                     | Annu                   |                                                   |
| 2021 | Ulička přízraků                           | Molly Cahill           |                                                   |
| 2022 | Women Talking                             | Ona                    |                                                   |